# 日光市
日光市（にっこうし）は、栃木県の北西部に位置する市。国内外からの観光客が訪れることから「国際観光都市」に指定されている。
2006年（平成18年）3月20日の市町村合併により現行の日光市が発足すると「門前町」日光は元より、日光江戸村など周辺の観光地も日光市に含まれることとなった。面積は関東地方で最大、全国の市町村でも岐阜県高山市、静岡県浜松市に次いで第3位となり、栃木県全体の約23%を占めている。
古くは鎌倉時代以降、日光権現を祀る山々が知られるようになった宗教地域である。江戸時代に徳川家康および徳川家光などの江戸幕府の初期の将軍によって徳川家の廟地となった。徳川時代以降に日光東照宮の鳥居前町として参拝客で賑わった。以後「日光を見ずして結構と言うこと莫れ」という言葉で日本中に観光地・景勝地として知られるようになった。
明治時代に入ると、海外でも景勝地として知られていた日光東照宮や中禅寺湖、日光湯元温泉などを外国人が訪れるようになり、外国人に対応した宿泊・滞在施設が整備され、国際観光都市としての体裁が整えられていった。
市内の観光地・景勝地としては、旧日光の日光の社寺や、エリアとしての日光の日光連山（男体山、大真名子山、小真名子山、女峰山、赤薙山、太郎山など）、中禅寺湖、華厳滝、竜頭滝、戦場ヶ原、湯滝、湯ノ湖や日光湯元温泉、そして行政地域としての現日光市域の鬼怒川温泉、川治温泉、湯西川温泉、鬼怒沼湿原、龍王峡、足尾銅山などがある。1993年には「東武ワールドスクウェア」が開業し（2017年に最寄り駅も整備された）、1999年には「日光の社寺」が世界遺産に登録された。
この他には、建築家（丹下健三、芦原義信、隈研吾、アントニン・レーモンド等）による近・現代建築が多数存在する地域でもある。観光キャッチフレーズとして「四季の彩りに風薫るひかりの郷」を掲げ、国際観光都市としての振興を図っている。

## 地理
栃木県の北西部に位置する。市域の87%を山林が占める。市内最高峰は日光白根山の2577メートル、標高の最低は行川の谷の約200メートルである。全国で3番目に面積が広く、関東地方の市町村では最も面積が広い。
市町村合併後の日光市街とは、旧今市市の中心市街を指す。大谷川（だいやがわ）が形成した今市扇状地に当たる。従来の「日光」市街は、鬼怒川支流の大谷川中流に在る渓谷の左右河岸、標高600メートル前後の平坦地に形成されている。大谷川をさらに遡ると馬返に達し、ここで平坦地は終了する。馬返の西側は峻険地で、いろは坂を境としてその西側に堰止湖である中禅寺湖沿岸部に標高1,200メートル前後の平坦地が存在するほか、やはりかつての堰止湖で現在は戦場ヶ原と呼ばれる湿原である標高1,400メートル前後の平坦地、さらに同じく堰止湖である湯ノ湖沿岸部に標高1,600メートル前後の平坦地が存在する。
なお、宇都宮市への通勤率は10.4%（平成22年国勢調査）。
- 山：日光連山（男体山、女峰山、赤薙山、帝釈山、大真名子山、小真名子山、太郎山、根名草山、温泉ヶ岳、奥白根山）、皇海山、錫ヶ岳、庚申山、鬼怒沼山、帝釈山
- 川：鬼怒川、大谷川、男鹿川、田川、渡良瀬川
- 瀑：華厳の滝、竜頭の滝、湯滝、霧降の滝、裏見滝、寂光滝
- 湖：中禅寺湖、湯ノ湖、五十里湖、八汐湖、川俣湖
- 湿原：戦場ヶ原、小田代原、鬼怒沼
- 温泉：日光湯元温泉、鬼怒川温泉、川治温泉、湯西川温泉、奥鬼怒温泉郷

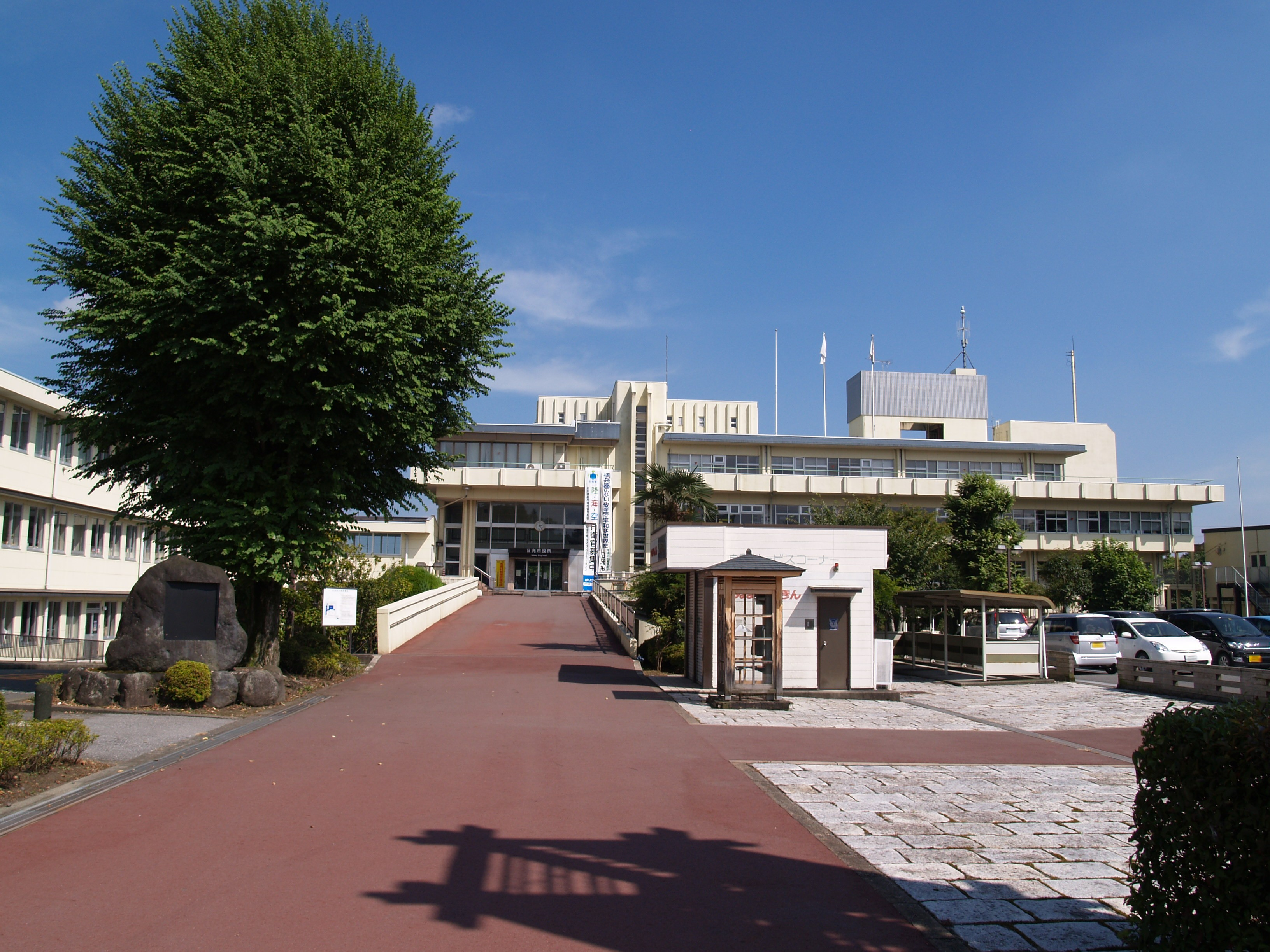
旧・日光市役所（旧・今市市役所）
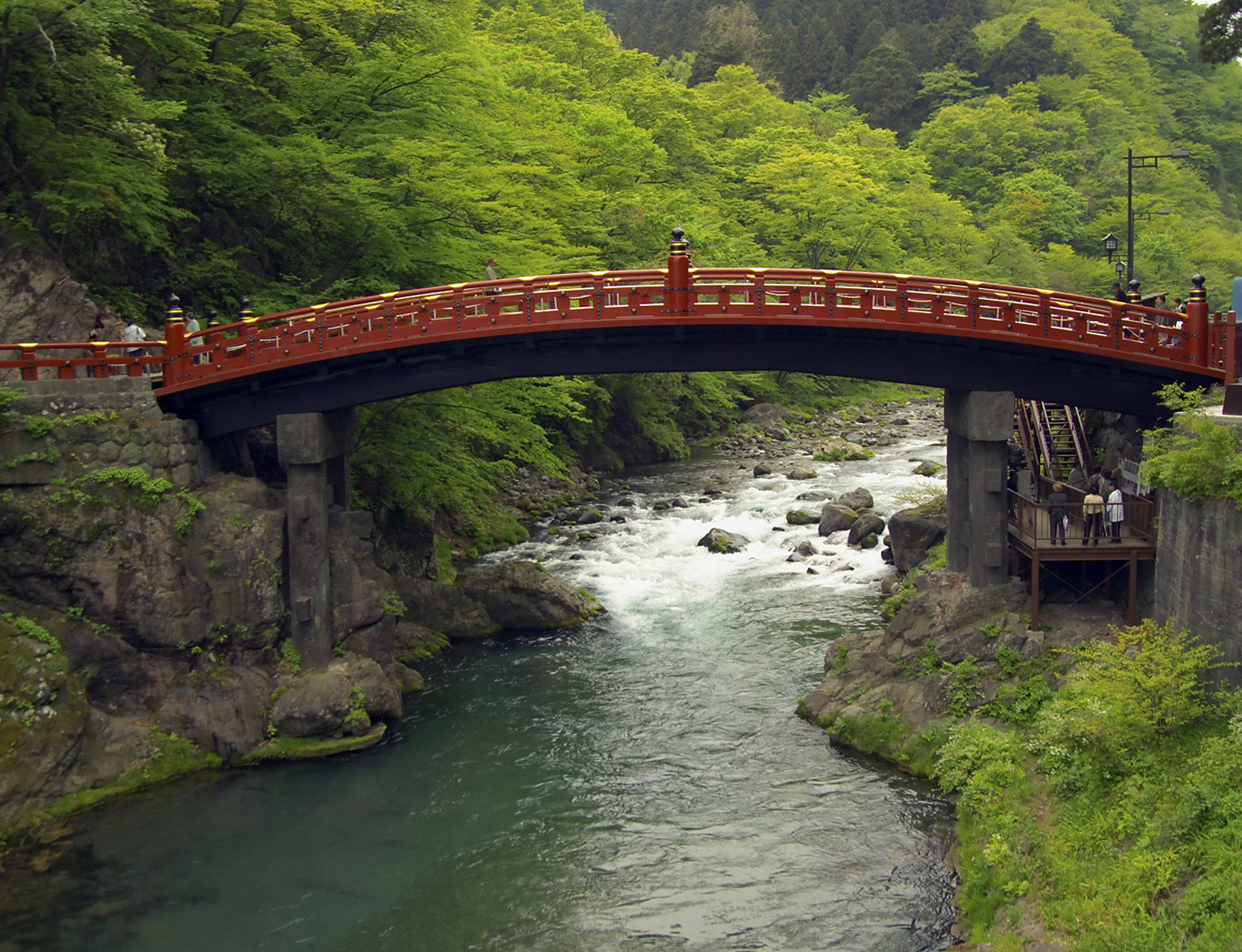
神橋

### 気候
年間降水量は1,600 - 2,100mm程度で、うち約2/3は6 - 9月の降水であり、冬季（12 - 2月）の降水量は合計100 - 180mm程度と少ない。湿度は夏季が85 - 90%と非常に蒸すのに対し、冬季は65%程度と乾燥する。気候は、山間部では冬季に最大30 - 70cmの積雪を呈するものの、おおむね夏季に多雨で高湿となり冬季に少雨で乾燥するという、典型的な太平洋側気候を呈している。ただし、冬の寒さは他の関東地方の主要都市よりも数段厳しく、市街地でも最低気温は－5℃以下になることも珍しくなく、最高気温が氷点下の真冬日になることもある。奥日光地区はさらに寒さが厳しく北海道並みとなり、－10℃以下になる日もある。市内には気象庁によって中禅寺湖畔（1291.9m）に気象官署、旧栗山村の土呂部（925m）、五十里（620m）、日光東町（561m）の3か所にアメダスが設置されているが、日光東町での観測は2022年11月に開始されており、それまでは旧今市市の今市（414m）で観測されていた。日光市街地の気温は、今市のアメダスより1 - 2度程低いものと推測される。
| 今市(標高414m) (1991-2020年)の気候                         | 今市(標高414m) (1991-2020年)の気候 | 今市(標高414m) (1991-2020年)の気候 | 今市(標高414m) (1991-2020年)の気候 | 今市(標高414m) (1991-2020年)の気候 | 今市(標高414m) (1991-2020年)の気候 | 今市(標高414m) (1991-2020年)の気候 | 今市(標高414m) (1991-2020年)の気候 | 今市(標高414m) (1991-2020年)の気候 | 今市(標高414m) (1991-2020年)の気候 | 今市(標高414m) (1991-2020年)の気候 | 今市(標高414m) (1991-2020年)の気候 | 今市(標高414m) (1991-2020年)の気候 | 今市(標高414m) (1991-2020年)の気候 |
| 月                                                         | 1月                                | 2月                                | 3月                                | 4月                                | 5月                                | 6月                                | 7月                                | 8月                                | 9月                                | 10月                               | 11月                               | 12月                               | 年                                 |
| ---------------------------------------------------------- | ---------------------------------- | ---------------------------------- | ---------------------------------- | ---------------------------------- | ---------------------------------- | ---------------------------------- | ---------------------------------- | ---------------------------------- | ---------------------------------- | ---------------------------------- | ---------------------------------- | ---------------------------------- | ---------------------------------- |
| 最高気温記録 °C （°F）                                     | 15.4 (59.7)                        | 19.6 (67.3)                        | 23.2 (73.8)                        | 28.0 (82.4)                        | 31.9 (89.4)                        | 35.9 (96.6)                        | 35.6 (96.1)                        | 35.0 (95)                          | 33.0 (91.4)                        | 29.3 (84.7)                        | 21.7 (71.1)                        | 21.7 (71.1)                        | 35.9 (96.6)                        |
| 平均最高気温 °C （°F）                                     | 5.9 (42.6)                         | 6.8 (44.2)                         | 10.5 (50.9)                        | 16.1 (61)                          | 20.7 (69.3)                        | 23.2 (73.8)                        | 26.7 (80.1)                        | 28.0 (82.4)                        | 24.2 (75.6)                        | 18.8 (65.8)                        | 13.7 (56.7)                        | 8.5 (47.3)                         | 16.9 (62.4)                        |
| 日平均気温 °C （°F）                                       | 0.6 (33.1)                         | 1.3 (34.3)                         | 4.7 (40.5)                         | 10.2 (50.4)                        | 15.3 (59.5)                        | 18.8 (65.8)                        | 22.4 (72.3)                        | 23.4 (74.1)                        | 19.8 (67.6)                        | 14.1 (57.4)                        | 8.2 (46.8)                         | 3.0 (37.4)                         | 11.8 (53.2)                        |
| 平均最低気温 °C （°F）                                     | −3.8 (25.2)                        | −3.4 (25.9)                        | −0.5 (31.1)                        | 4.6 (40.3)                         | 10.4 (50.7)                        | 15.0 (59)                          | 19.0 (66.2)                        | 19.8 (67.6)                        | 16.1 (61)                          | 10.1 (50.2)                        | 3.6 (38.5)                         | −1.3 (29.7)                        | 7.4 (45.3)                         |
| 最低気温記録 °C （°F）                                     | −11.1 (12)                         | −12.4 (9.7)                        | −11.0 (12.2)                       | −5.1 (22.8)                        | 0.6 (33.1)                         | 6.7 (44.1)                         | 10.6 (51.1)                        | 12.0 (53.6)                        | 6.3 (43.3)                         | −1.0 (30.2)                        | −4.5 (23.9)                        | −8.6 (16.5)                        | −12.4 (9.7)                        |
| 降水量 mm （inch）                                         | 49.1 (1.933)                       | 40.8 (1.606)                       | 99.3 (3.909)                       | 133.5 (5.256)                      | 167.7 (6.602)                      | 225.0 (8.858)                      | 286.1 (11.264)                     | 302.5 (11.909)                     | 299.5 (11.791)                     | 218.1 (8.587)                      | 85.3 (3.358)                       | 45.3 (1.783)                       | 1,949.8 (76.764)                   |
| 平均降水日数 （≥1.0 mm）                                   | 4.4                                | 5.3                                | 9.1                                | 10.9                               | 11.9                               | 15.7                               | 17.7                               | 16.9                               | 15.1                               | 10.8                               | 6.6                                | 4.8                                | 129.0                              |
| 平均月間日照時間                                           | 191.8                              | 183.2                              | 190.4                              | 186.9                              | 179.0                              | 114.7                              | 116.9                              | 137.2                              | 112.4                              | 129.2                              | 162.2                              | 182.4                              | 1,890.8                            |
| 出典1：理科年表                                            |                                    |                                    |                                    |                                    |                                    |                                    |                                    |                                    |                                    |                                    |                                    |                                    |                                    |
| 出典2：気象庁 (平均値：1991年-2020年、極値：1978年-2022年) |                                    |                                    |                                    |                                    |                                    |                                    |                                    |                                    |                                    |                                    |                                    |                                    |                                    |

| 土呂部(標高925m) (1991-2020年)の気候                     | 土呂部(標高925m) (1991-2020年)の気候 | 土呂部(標高925m) (1991-2020年)の気候 | 土呂部(標高925m) (1991-2020年)の気候 | 土呂部(標高925m) (1991-2020年)の気候 | 土呂部(標高925m) (1991-2020年)の気候 | 土呂部(標高925m) (1991-2020年)の気候 | 土呂部(標高925m) (1991-2020年)の気候 | 土呂部(標高925m) (1991-2020年)の気候 | 土呂部(標高925m) (1991-2020年)の気候 | 土呂部(標高925m) (1991-2020年)の気候 | 土呂部(標高925m) (1991-2020年)の気候 | 土呂部(標高925m) (1991-2020年)の気候 | 土呂部(標高925m) (1991-2020年)の気候 |
| 月                                                       | 1月                                  | 2月                                  | 3月                                  | 4月                                  | 5月                                  | 6月                                  | 7月                                  | 8月                                  | 9月                                  | 10月                                 | 11月                                 | 12月                                 | 年                                   |
| -------------------------------------------------------- | ------------------------------------ | ------------------------------------ | ------------------------------------ | ------------------------------------ | ------------------------------------ | ------------------------------------ | ------------------------------------ | ------------------------------------ | ------------------------------------ | ------------------------------------ | ------------------------------------ | ------------------------------------ | ------------------------------------ |
| 最高気温記録 °C （°F）                                   | 13.4 (56.1)                          | 16.7 (62.1)                          | 20.4 (68.7)                          | 27.9 (82.2)                          | 30.5 (86.9)                          | 32.2 (90)                            | 32.9 (91.2)                          | 33.3 (91.9)                          | 31.1 (88)                            | 26.5 (79.7)                          | 23.0 (73.4)                          | 20.5 (68.9)                          | 33.3 (91.9)                          |
| 平均最高気温 °C （°F）                                   | 1.5 (34.7)                           | 2.4 (36.3)                           | 6.3 (43.3)                           | 13.0 (55.4)                          | 18.3 (64.9)                          | 21.0 (69.8)                          | 24.8 (76.6)                          | 26.1 (79)                            | 21.7 (71.1)                          | 16.3 (61.3)                          | 11.0 (51.8)                          | 4.8 (40.6)                           | 13.9 (57)                            |
| 日平均気温 °C （°F）                                     | −3.9 (25)                            | −3.3 (26.1)                          | 0.3 (32.5)                           | 6.3 (43.3)                           | 11.7 (53.1)                          | 15.5 (59.9)                          | 19.4 (66.9)                          | 20.2 (68.4)                          | 16.3 (61.3)                          | 10.1 (50.2)                          | 4.3 (39.7)                           | −1.0 (30.2)                          | 8.0 (46.4)                           |
| 平均最低気温 °C （°F）                                   | −9.4 (15.1)                          | −9.1 (15.6)                          | −5.2 (22.6)                          | −0.1 (31.8)                          | 5.1 (41.2)                           | 10.4 (50.7)                          | 15.0 (59)                            | 15.7 (60.3)                          | 11.7 (53.1)                          | 4.8 (40.6)                           | −1.4 (29.5)                          | −6.0 (21.2)                          | 2.6 (36.7)                           |
| 最低気温記録 °C （°F）                                   | −19.5 (−3.1)                         | −19.5 (−3.1)                         | −19.1 (−2.4)                         | −10.9 (12.4)                         | −4.5 (23.9)                          | −0.3 (31.5)                          | 5.1 (41.2)                           | 5.4 (41.7)                           | −0.4 (31.3)                          | −6.8 (19.8)                          | −12.1 (10.2)                         | −17.4 (0.7)                          | −19.5 (−3.1)                         |
| 降水量 mm （inch）                                       | 70.7 (2.783)                         | 55.0 (2.165)                         | 80.4 (3.165)                         | 101.1 (3.98)                         | 118.9 (4.681)                        | 160.5 (6.319)                        | 206.1 (8.114)                        | 216.9 (8.539)                        | 299.0 (11.772)                       | 186.7 (7.35)                         | 64.7 (2.547)                         | 67.4 (2.654)                         | 1,627.3 (64.067)                     |
| 降雪量 cm （inch）                                       | 114 (44.9)                           | 94 (37)                              | 73 (28.7)                            | 12 (4.7)                             | 0 (0)                                | 0 (0)                                | 0 (0)                                | 0 (0)                                | 0 (0)                                | 0 (0)                                | 6 (2.4)                              | 64 (25.2)                            | 365 (143.7)                          |
| 平均降水日数 （≥1.0 mm）                                 | 10.0                                 | 9.7                                  | 10.7                                 | 10.4                                 | 10.7                                 | 13.6                                 | 15.7                                 | 13.9                                 | 12.9                                 | 10.2                                 | 7.0                                  | 9.3                                  | 134.0                                |
| 平均月間日照時間                                         | 137.5                                | 148.3                                | 181.9                                | 191.8                                | 188.6                                | 121.9                                | 116.6                                | 134.5                                | 112.9                                | 130.0                                | 146.9                                | 138.8                                | 1,749.7                              |
| 出典1：理科年表                                          |                                      |                                      |                                      |                                      |                                      |                                      |                                      |                                      |                                      |                                      |                                      |                                      |                                      |
| 出典2：気象庁 (平均値：1991年-2020年、極値：1977年-現在) |                                      |                                      |                                      |                                      |                                      |                                      |                                      |                                      |                                      |                                      |                                      |                                      |                                      |

| 五十里(標高620m) (1991-2020年)の気候                     | 五十里(標高620m) (1991-2020年)の気候 | 五十里(標高620m) (1991-2020年)の気候 | 五十里(標高620m) (1991-2020年)の気候 | 五十里(標高620m) (1991-2020年)の気候 | 五十里(標高620m) (1991-2020年)の気候 | 五十里(標高620m) (1991-2020年)の気候 | 五十里(標高620m) (1991-2020年)の気候 | 五十里(標高620m) (1991-2020年)の気候 | 五十里(標高620m) (1991-2020年)の気候 | 五十里(標高620m) (1991-2020年)の気候 | 五十里(標高620m) (1991-2020年)の気候 | 五十里(標高620m) (1991-2020年)の気候 | 五十里(標高620m) (1991-2020年)の気候 |
| 月                                                       | 1月                                  | 2月                                  | 3月                                  | 4月                                  | 5月                                  | 6月                                  | 7月                                  | 8月                                  | 9月                                  | 10月                                 | 11月                                 | 12月                                 | 年                                   |
| -------------------------------------------------------- | ------------------------------------ | ------------------------------------ | ------------------------------------ | ------------------------------------ | ------------------------------------ | ------------------------------------ | ------------------------------------ | ------------------------------------ | ------------------------------------ | ------------------------------------ | ------------------------------------ | ------------------------------------ | ------------------------------------ |
| 最高気温記録 °C （°F）                                   | 13.5 (56.3)                          | 17.7 (63.9)                          | 23.0 (73.4)                          | 30.0 (86)                            | 30.3 (86.5)                          | 33.3 (91.9)                          | 35.1 (95.2)                          | 34.2 (93.6)                          | 31.5 (88.7)                          | 26.4 (79.5)                          | 21.4 (70.5)                          | 17.8 (64)                            | 35.1 (95.2)                          |
| 平均最高気温 °C （°F）                                   | 2.8 (37)                             | 3.8 (38.8)                           | 8.0 (46.4)                           | 14.6 (58.3)                          | 19.5 (67.1)                          | 22.1 (71.8)                          | 25.7 (78.3)                          | 26.9 (80.4)                          | 22.4 (72.3)                          | 16.8 (62.2)                          | 11.7 (53.1)                          | 5.8 (42.4)                           | 15.0 (59)                            |
| 日平均気温 °C （°F）                                     | −1.7 (28.9)                          | −1.0 (30.2)                          | 2.6 (36.7)                           | 8.4 (47.1)                           | 13.6 (56.5)                          | 17.3 (63.1)                          | 21.1 (70)                            | 21.9 (71.4)                          | 17.9 (64.2)                          | 12.0 (53.6)                          | 6.2 (43.2)                           | 1.1 (34)                             | 10.0 (50)                            |
| 平均最低気温 °C （°F）                                   | −5.5 (22.1)                          | −5.3 (22.5)                          | −1.9 (28.6)                          | 3.1 (37.6)                           | 8.4 (47.1)                           | 13.4 (56.1)                          | 17.9 (64.2)                          | 18.7 (65.7)                          | 14.6 (58.3)                          | 8.2 (46.8)                           | 1.8 (35.2)                           | −2.7 (27.1)                          | 5.9 (42.6)                           |
| 最低気温記録 °C （°F）                                   | −15.4 (4.3)                          | −16.5 (2.3)                          | −17.0 (1.4)                          | −6.0 (21.2)                          | −0.6 (30.9)                          | 3.5 (38.3)                           | 9.3 (48.7)                           | 9.3 (48.7)                           | 3.7 (38.7)                           | −3.8 (25.2)                          | −8.5 (16.7)                          | −13.1 (8.4)                          | −17.0 (1.4)                          |
| 降水量 mm （inch）                                       | 62.4 (2.457)                         | 45.4 (1.787)                         | 83.3 (3.28)                          | 108.9 (4.287)                        | 127.0 (5)                            | 162.1 (6.382)                        | 225.7 (8.886)                        | 237.7 (9.358)                        | 276.0 (10.866)                       | 167.3 (6.587)                        | 71.9 (2.831)                         | 59.6 (2.346)                         | 1,627.2 (64.063)                     |
| 平均降水日数 （≥1.0 mm）                                 | 9.1                                  | 8.1                                  | 9.1                                  | 9.7                                  | 10.6                                 | 14.3                                 | 16.6                                 | 15.0                                 | 14.0                                 | 10.6                                 | 7.1                                  | 8.6                                  | 132.8                                |
| 平均月間日照時間                                         | 134.6                                | 142.5                                | 176.8                                | 186.2                                | 183.6                                | 135.3                                | 135.8                                | 150.0                                | 112.6                                | 122.3                                | 136.6                                | 135.2                                | 1,754.9                              |
| 出典1：理科年表                                          |                                      |                                      |                                      |                                      |                                      |                                      |                                      |                                      |                                      |                                      |                                      |                                      |                                      |
| 出典2：気象庁 (平均値：1991年-2020年、極値：1977年-現在) |                                      |                                      |                                      |                                      |                                      |                                      |                                      |                                      |                                      |                                      |                                      |                                      |                                      |

上記の4地点に加えて足尾のアメダスでは降水量のみが観測されている。
| 足尾(1991-2020年)の気候                                  | 足尾(1991-2020年)の気候 | 足尾(1991-2020年)の気候 | 足尾(1991-2020年)の気候 | 足尾(1991-2020年)の気候 | 足尾(1991-2020年)の気候 | 足尾(1991-2020年)の気候 | 足尾(1991-2020年)の気候 | 足尾(1991-2020年)の気候 | 足尾(1991-2020年)の気候 | 足尾(1991-2020年)の気候 | 足尾(1991-2020年)の気候 | 足尾(1991-2020年)の気候 | 足尾(1991-2020年)の気候 |
| 月                                                       | 1月                     | 2月                     | 3月                     | 4月                     | 5月                     | 6月                     | 7月                     | 8月                     | 9月                     | 10月                    | 11月                    | 12月                    | 年                      |
| -------------------------------------------------------- | ----------------------- | ----------------------- | ----------------------- | ----------------------- | ----------------------- | ----------------------- | ----------------------- | ----------------------- | ----------------------- | ----------------------- | ----------------------- | ----------------------- | ----------------------- |
| 降水量 mm （inch）                                       | 47.1 (1.854)            | 42.2 (1.661)            | 96.1 (3.783)            | 128.9 (5.075)           | 150.5 (5.925)           | 185.7 (7.311)           | 257.3 (10.13)           | 285.1 (11.224)          | 296.1 (11.657)          | 191.5 (7.539)           | 80.5 (3.169)            | 46.7 (1.839)            | 1,807.6 (71.165)        |
| 平均降水日数 （≥1.0 mm）                                 | 5.2                     | 6.2                     | 9.2                     | 10.4                    | 11.7                    | 14.4                    | 16.4                    | 15.7                    | 14.5                    | 11.4                    | 7.1                     | 5.6                     | 127.7                   |
| 出典1：理科年表                                          |                         |                         |                         |                         |                         |                         |                         |                         |                         |                         |                         |                         |                         |
| 出典2：気象庁 (平均値：1991年-2020年、極値：1976年-現在) |                         |                         |                         |                         |                         |                         |                         |                         |                         |                         |                         |                         |                         |

## 歴史
江戸時代以前、日光は日光山の門前町、修験道の道場であり山岳信仰の聖地であった。鎌倉時代には日光権現として知られていた。その後、徳川家康が覇権を握ると家康に仕えその深い信頼を得ていた慈眼大師天海が家康の力により日光山貫主となり、家康の死後はその進言により家康の神号が権現となり廟所も日光東照宮となった。日光が参詣客（物見遊山）で賑わうようになったのはこの頃からである。日光参詣のために、日光街道を初め、日光西街道（壬生通り）、日光例幣使街道、日光北街道、会津西街道など、多くの参拝路が整備された。
明治時代に入ると富国強兵の国策のもと、海外からお雇い外国人が渡航するようになり、当時海外にも広く知られていた景勝地日光を訪れる外国人が増えた。イザベラ・バードやフランツ・フェルディナント大公は日光滞在中の出来事を手記として残し、当時の日光の様子を知る貴重な文献として知られている。こうした外国人が日光に快適に滞在・宿泊するため、ホテルなどの施設が整備され、以後、国際観光都市として広く世界に知られるようになった。特に日本駐在大使館・領事館の別荘が多く建てられ、「夏になると外務省が日光に移る」といわれるほどであった。その名残で現在も日光には洋風建築が多く残っている。

### 江戸時代まで
- 782年（延暦元年）：勝道上人が四本龍寺（現輪王寺）を建てる。
- 784年（延暦3年）：勝道上人が中禅寺湖畔に中禅寺を開く。
- 1617年（元和3年）：日光東照宮建立。以来、江戸時代には日光街道の終着地、日光東照宮の門前町となる。

### 明治維新以後
- 1889年（明治22年）4月1日：町制施行により日光町、七里村、清滝村、細尾村、野口村、北和泉村、山久保村、所野村、久次良村が合併し上都賀郡日光町が発足する。
- 1890年（明治23年）8月1日：旧国鉄（現東日本旅客鉄道）日光駅開業。
- 1929年（昭和4年）10月1日：東武日光駅開業。
- 1949年（昭和24年）12月26日：今市地震発生。被害の大きかった今市市と合わせて死者・行方不明者10人、重軽傷者162人、家屋全半壊3369戸。また翌月10日には風速35mの強風により今市市と合わせて家屋約200戸が全壊した[14]。
- 1947年（昭和22年）9月6日：昭和天皇の戦後巡幸。古河電気工業の精銅所などを視察[15]。
- 1954年（昭和29年）2月11日：日光町と小来川村が合併して市制を施行し、日光市が発足する。
- 1969年（昭和44年）10月5日：「日光市の歌」（旧）を制定。
- 2006年（平成18年）3月20日：今市市、（旧）日光市、足尾町、藤原町、栗山村が合併（新設合併）し、現在の日光市が発足する。同時に2代目の市章を制定する[16]。
- 2011年（平成23年）3月20日：合併5周年を記念し「日光市の歌」（新）を制定。

### 合併前後の違い
合併後の現在の日光市（新日光市）の面積が余りにも大き過ぎるので、合併前の従来の日光市（旧日光市）のデータも右記の通り掲載する。
新・日光市は平成の大合併によって発足した自治体であり、これに伴って旧・日光市は廃止されている。従って、新日光市と旧日光市は、制度上異なる自治体となる。2006年以後の日光市役所本庁は旧今市市役所（今市本町）であり、合併後最初の日光市長は元今市市長が務めていた。
なお、旧日光市庁舎本館（登録有形文化財）は、日光東照宮や日光駅の近くに立地している。旧日光市域は旧上都賀郡に属していた。

## 人口
人口は減少傾向にあり、消滅可能性都市のひとつに挙げられている。
関東地方の市で最も人口密度が低く、唯一50人/km²を割っている。
| |                                        |  |
| 日光市と全国の年齢別人口分布（2005年） | 日光市の年齢・男女別人口分布（2005年） |  |
| ■紫色 ― 日光市 ■緑色 ― 日本全国 | ■青色 ― 男性 ■赤色 ― 女性              |  |
| 日光市（に相当する地域）の人口の推移 \| 1970年（昭和45年） \| 99,415人 \| \| \| 1975年（昭和50年） \| 96,404人 \| \| \| 1980年（昭和55年） \| 97,515人 \| \| \| 1985年（昭和60年） \| 96,634人 \| \| \| 1990年（平成2年） \| 96,859人 \| \| \| 1995年（平成7年） \| 99,988人 \| \| \| 2000年（平成12年） \| 98,143人 \| \| \| 2005年（平成17年） \| 94,291人 \| \| \| 2010年（平成22年） \| 90,066人 \| \| \| 2015年（平成27年） \| 83,386人 \| \| \| 2020年（令和2年） \| 77,661人 \| \| |                                        |  |
| 総務省統計局 国勢調査より |                                        |  |
| 1970年（昭和45年） | 99,415人                               |  |
| 1975年（昭和50年） | 96,404人                               |  |
| 1980年（昭和55年） | 97,515人                               |  |
| 1985年（昭和60年） | 96,634人                               |  |
| 1990年（平成2年） | 96,859人                               |  |
| 1995年（平成7年） | 99,988人                               |  |
| 2000年（平成12年） | 98,143人                               |  |
| 2005年（平成17年） | 94,291人                               |  |
| 2010年（平成22年） | 90,066人                               |  |
| 2015年（平成27年） | 83,386人                               |  |
| 2020年（令和2年） | 77,661人                               |  |

## 行政
- 市長：瀬高哲雄（2025年5月23日就任、1期目）

### 歴代市長
| 代 | 氏名       | 就任                      | 退任                      | 備考         |
| -- | ---------- | ------------------------- | ------------------------- | ------------ |
| 1  | 佐々木耕郎 | 1954年（昭和29年）2月11日 | 1969年（昭和44年）8月27日 |              |
| 2  | 星野仁十郎 | 1969年（昭和44年）8月28日 | 1981年（昭和56年）8月27日 |              |
| 3  | 齋藤善蔵   | 1981年（昭和56年）8月28日 | 1989年（平成元年）8月27日 |              |
| 4  | 小平英哉   | 1989年（平成元年）8月28日 | 1997年（平成9年）8月27日  |              |
| 5  | 齋藤隆男   | 1997年（平成9年）8月28日  | 2002年（平成14年）6月2日  | 在任中に死去 |
| 6  | 眞杉瑞夫   | 2002年（平成14年）7月21日 | 2006年（平成18年）3月19日 |              |

| 代   | 氏名     | 就任                      | 退任                      | 備考         |
| ---- | -------- | ------------------------- | ------------------------- | ------------ |
| 初代 | 斎藤文夫 | 2006年（平成18年）4月23日 | 2018年（平成30年）4月22日 | 前 今市市長  |
| 2代  | 大嶋一生 | 2018年（平成30年）4月23日 | 2021年（令和3年）4月5日   | 在任中に死去 |
| 3代  | 粉川昭一 | 2021年（令和3年）5月23日  | 2025年（令和7年）5月22日  |              |
| 4代  | 瀬高哲雄 | 2025年（令和7年）5月23日  | 現職                      |              |

### 市役所
| 庁舎     | 所在地                        | 画像 |
| -------- | ----------------------------- | ---- |
| 本庁舎   | 日光市今市本町1番地           |      |
| 日光庁舎 | 日光市御幸町4番地1            |      |
| 藤原庁舎 | 日光市鬼怒川温泉大原1406番地2 |      |
| 足尾庁舎 | 日光市足尾町通洞8番2号        |      |
| 栗山庁舎 | 日光市黒部54番地1             |      |

### 警察署
- 今市警察署
- 日光警察署

### 消防
- 日光市消防本部
  - 今市消防署
  - 日光消防署
  - 藤原消防署

### 医療
- 獨協医科大学日光医療センター - 2016年（平成28年）4月に災害拠点病院とD災害派遣医療チーム指定病院に指定[17]

### 図書館
- 日光市立図書館
  - 日光市立今市図書館
  - 日光市立日光図書館
  - 日光市立藤原図書館

## 議会

### 栃木県議会
- 選挙区：日光市選挙区
- 定数：2人
- 任期：2023年4月30日 - 2027年4月29日
- 投票日：2023年4月9日
- 当日有権者数：
- 投票率：

| 候補者名 | 当落 | 年齢 | 党派名     | 新旧別 | 得票数 |
| -------- | ---- | ---- | ---------- | ------ | ------ |
| 阿部博美 | 当   | 62   | 無所属     | 現     |        |
| 加藤雄次 | 当   | 58   | 自由民主党 | 現     |        |

### 衆議院
- 任期：2024年（令和6年）10月27日 - 2028年（令和10年）10月26日（「第50回衆議院議員総選挙」参照）

| 選挙区                                                                            | 議員名   | 党派名     | 当選回数 | 備考   |
| --------------------------------------------------------------------------------- | -------- | ---------- | -------- | ------ |
| 栃木県第2区（日光市、宇都宮市（旧上河内町、河内町域）、鹿沼市、さくら市、塩谷郡） | 福田昭夫 | 立憲民主党 | 7        | 選挙区 |

## 姉妹都市・提携都市

### 日本国外
- ラピッドシティ（アメリカ　サウスダコタ州）
  - 1994年11月1日姉妹都市盟約（2007年10月1日新日光市として再盟約）

### 日本国内
- 東京八王子市
  - 1974年4月1日姉妹都市盟約（2006年10月1日新日光市として再盟約）
- 北海道苫小牧市
  - 1982年4月16日姉妹都市盟約（2006年10月1日新日光市として再盟約）
- 神奈川小田原市
  - 1980年12月19日姉妹都市盟約（2006年10月20日新日光市として再盟約）

## 産業
日光市は、山が多く降水量もそれなりにあるので、多くの水力発電所を有する。大谷川水系の豊富な水と険しい地形による落差を利用して、水車動力を利用した紡績事業が行われていた。それらの施設は再利用され現在は水力発電が行われている。
旧日光市地域の主な産業は、観光と鉱工業である。足尾銅山産出の銅を索道を用いて細尾峠を超えて運び込み、水力発電の電力を利用して精錬していた。アルミニウムの精錬事業も行われている。他には、コンクリートブロックの作成なども行われている。かつては砕石業も行われていた。
東武日光線東武日光駅から世界遺産「日光の社寺」にかけての商店街は、国内外から訪れる多くの観光客により賑わっており、店舗構成は観光客を対象としたサービス業が多い。
中禅寺湖においてヒメマスの養殖が行われており、中禅寺湖ヒメマス（日光ヒメマス）としてブランド化されている。
旧今市市地域の主な産業は、木工・食品加工・農業である。日光街道沿いの商店街は、旧今市市のメインストリートとなっており、中心的な商業施設として客足を集めていた長崎屋やいせや（現・ベイシア）が平成初期の1990年代に相次いで店舗を閉鎖した影響で一時商店街が衰退した。
しかし、2000年代以降は町の再活性化があり、地場資本のかましんを核とした商業施設「ショッピングプラザ日光」や道の駅日光の開業などにより賑わいを取り戻しつつある。なお前述の「ショッピングプラザ日光」は、観覧車併設の大型複合商業施設「日光ランドマーク」として、2021年に敷地内駐車場に移転新築された。

### 鉱工業
- 金属精錬
  - 古河電気工業日光事業所（清滝町）[20]
  - UACJ
- コンクリートブロック
  - 日光コンクリートブロック

### 水力発電所
- 菖蒲ヶ浜水力発電所（東京電力）
- 日光第一発電所（東京電力）
- 日光第二発電所（東京電力）
- 赤沢発電所（東京電力）
- 所野第一発電所（東京電力）
- 所野第二発電所（東京電力）
- 所野第三発電所（東京電力）
- 細尾第一水力発電所 跡（古河機械金属） - 廃止
- 馬道水力発電所（古河日光発電）
- 細尾水力発電所（古河日光発電）
- 今市水力発電所（東京電力） - 今市ダムと栗山ダムを利用した揚水式発電。

### 食品加工業
- こんにゃく
- たまり漬け
- 蕎麦
- 米菓
- 日光天然氷

### その他の製造業
- グラクソ・スミスクライン今市工場（医薬品）：日本国内に存在する唯一の工場であり、日本で流通する同社製の薬品は、委託分以外のほぼすべてを製造する[21]。
- 日本香堂日光工場（線香）：主に青雲ブランドの商品を製造する[22]。

### 日光市に本社を置く主な企業
- 日光さる軍団
- 日光交通
- フードピア日光
- 丸彦製菓
- わかばやし
- 湯沢屋
- ダイエー（特産品販売会社）
- ユニオンソース（オタフクホールディングス傘下）

## 地域

### 町名一覧
以下では市内を以下のように地域・地区に分けてそれぞれの地区の現在の町名を列挙する。
- 今市地域
  - 今市地区 - 旧・上都賀郡今市町域
  - 大沢地区
  - 塩野室地区 -旧・篠井村北部
  - 豊岡地区
  - 落合地区
- 日光地域 - 2006年までの日光市域
  - 日光地区 - 旧・上都賀郡日光町域
  - 小来川地区
- 藤原地域
  - 藤原地区 - 1893年 - 1955年の藤原村・藤原町域
  - 三依地区
- 足尾地域
- 栗山地域

#### 今市地域

##### 今市地区
- 今市
- 今市本町
- 吉沢
- 下の内
- 瀬川
- 瀬尾
- 千本木
- 中央町
- 土沢
- 並木町
- 平ケ崎
- 室瀬

##### 大沢地区
- 猪倉
- 薄井沢
- 大沢町
- 大室
- 荊沢
- 木和田島
- 根室
- 針貝
- 水無
- 森友
- 山口

##### 塩野室地区
- 嘉多蔵
- 沓掛
- 小林
- 沢又
- 塩野室町
- 矢野口

##### 豊岡地区
- 大桑町
- 大渡
- 川室
- 倉ケ崎
- 倉ケ崎新田
- 栗原
- 小百
- 佐下部
- 芹沼
- 高柴
- 轟
- 豊田
- 原宿
- 町谷

##### 落合地区
- 板橋
- 岩崎
- 小倉
- 小代
- 手岡
- 長畑
- 文挾町
- 明神

#### 日光地域

##### 日光地区
- 相生町
- 石屋町
- 和泉
- 稲荷町
- 上鉢石町
- 清滝
- 清滝安良沢町
- 清滝桜ケ丘町
- 清滝新細尾町
- 清滝丹勢町
- 清滝中安戸町
- 清滝和の代町
- 久次良町
- 御幸町
- 山内
- 七里
- 下鉢石町
- 匠町
- 丹勢
- 中宮祠
- 東和町
- 所野
- 中鉢石町
- 日光
- 野口
- 花石町
- 萩垣面
- 宝殿
- 細尾町
- 本町
- 松原町
- 安川町
- 山久保
- 湯元
- 若杉町

##### 小来川地区
- 滝ケ原
- 中小来川
- 西小来川
- 東小来川
- 南小来川
- 宮小来川

#### 藤原地域

##### 藤原地区
- 柄倉
- 川治温泉川治
- 川治温泉高原
- 川治温泉滝
- 鬼怒川温泉大原
- 鬼怒川温泉滝
- 小佐越
- 高徳
- 高原
- 藤原

##### 三依地区
- 五十里
- 上三依
- 芹沢
- 独鈷沢
- 中三依
- 横川

#### 足尾地域
- 足尾町赤倉
- 足尾町赤沢
- 足尾町愛宕下
- 足尾町上の平
- 足尾町掛水
- 足尾町上間藤
- 足尾町下間藤
- 足尾町砂畑
- 足尾町通洞
- 足尾町遠下
- 足尾町中才
- 足尾町南橋
- 足尾町深沢
- 足尾町本山
- 足尾町松原
- 足尾町向原
- 足尾町（番地のみ。上記以外の地域。）

#### 栗山地域
- 上栗山
- 川俣
- 黒部
- 土呂部
- 西川
- 野門
- 日蔭
- 日向
- 湯西川

## 教育
小、中学校のホームページはここから 日光市立学校ホームページ一覧

### 高等学校
- 栃木県立日光明峰高等学校
  - 栃木県立足尾高等学校（2007年（平成19年）に閉校[23]。日光明峰高等学校に統合）
  - 栃木県立日光高等学校（募集停止。日光明峰高等学校に統合）
- 栃木県立今市高等学校
- 栃木県立今市工業高等学校

### 中学校
- 日光市立日光中学校
- 日光市立東中学校（2025年閉校）
- 日光市立今市中学校
- 日光市立大沢中学校
- 日光市立小林中学校
- 日光市立豊岡中学校
- 日光市立東原中学校
- 日光市立落合中学校
- 日光市立藤原中学校

### 小中併設校
- 日光市立中宮祠小中学校
- 日光市立小来川小中学校（2025年閉校）
- 日光市立三依小中学校
- 日光市立湯西川小中学校
- 日光市立栗山小中学校（小学校は2022年3月で休校、中学校を含め2023年3月閉校[24]）
- 日光市立足尾小中学校

### 小学校
- 日光市立日光小学校
- 日光市立安良沢小学校
- 日光市立清滝小学校
- 日光市立南原小学校
- 日光市立猪倉小学校

- 日光市立今市小学校
- 日光市立今市第二小学校
- 日光市立今市第三小学校
- 日光市立大桑小学校
- 日光市立大沢小学校

- 日光市立大室小学校
- 日光市立落合西小学校
- 日光市立落合東小学校
- 日光市立小林小学校
- 日光市立轟小学校

- 日光市立鬼怒川小学校
- 日光市立下原小学校
- 日光市立所野小学校（閉校）
- 日光市立野口小学校（閉校）
- 日光市立小百小学校（閉校）

### 特別支援学校
- 栃木県立今市特別支援学校

### 郵便

今市郵便局

郵便番号は以下が該当する。7の集配局が集配を担当する。
- 日光東郵便局：「321-12xx」「321-23xx」「321-24xx」[注釈 5]
- 文挾郵便局：「321-11xx」「321-13xx」[注釈 6]
- 日光郵便局：「321-14xx」
- 足尾郵便局：「321-15xx」
- 中禅寺郵便局：「321-16xx」
- 鬼怒川温泉郵便局：「321-25xx」
- 川治郵便局：「321-26xx」「321-27xx」「321-28xx」[注釈 7]

#### 郵便局
- 今市郵便局/日光東郵便局（07009）
- 日光郵便局（07013）
- 足尾郵便局（07028）
- 文挾郵便局（07036）
- 足尾赤倉郵便局（07059）
- 中禅寺郵便局（07061）
- 大沢郵便局（07066）
- 鬼怒川温泉郵便局（07068）
- 大桑郵便局（07075）
- 三依郵便局（07076）

- 栗山郵便局（07077）
- 日光本町郵便局（07086）
- 小来川郵便局（07090）
- 清滝郵便局（07103）
- 日光駅前郵便局（07137）
- 川治郵便局（07163）
- 湯西川郵便局（07181）
- 今市塩野室郵便局（07199）
- 日光安良沢郵便局（07205）
- 下今市郵便局（07233）

- 今市明神郵便局（07244）
- 下野大沢駅前郵便局（07249）
- 藤原高徳郵便局（07256）
- 藤原滝郵便局（07261）
- 今市大谷向郵便局（07262）
- 今市市役所通郵便局（07309）
- 川俣簡易郵便局（07714）
- 新藤原簡易郵便局（07737）
- 今市清原簡易郵便局（07738）

### 電話番号
市内全域が今市MAの管轄となり、市外局番は「0288」。収容局は以下の16ビルが該当し、市内局番は以下の通り。
- 今市局：21（0-6000番台）,22,30
- 栃木大桑局：21（7000-9000番台）,31
- 栃木大沢局：26（0-6000,9000番台）、32（0-2000番台）
- 塩野室局：26（7000-8000番台）、32（5000-7000番台）
- 文挟局：27,34
- 日光局：50,53,54
- 中禅寺局：51,55
- 日光湯元局：62
- 小来川局：63
- 鬼怒川川治局：77
- 川治局：78
- 三依局：79
- 足尾交換局2局：56,93
- 川俣温泉局：96
- 栃木栗山局：97
- 湯西川局：98

## 交通

### 鉄道路線
- 東武鉄道、JR東日本、野岩鉄道、わたらせ渓谷鐵道の路線が乗り入れている。
- JR東日本日光線は、日光駅と宇都宮駅の間を結ぶ路線である。1982年まで、東北本線（宇都宮線）上野駅から定期の直通急行列車が運行されており、それ以後も2006年まで新宿駅などから行楽期に臨時列車が多く乗り入れていたが、同年にJRの特急が東武日光線に乗り入れるようになって以来都市間輸送は後述のJR・東武直通特急が担うようになったため、それ以降は宇都宮市と沿線を結ぶ地域輸送を主体としている[25]。
- 東武日光線は、日光観光の拠点となる東武日光駅と東武動物公園駅の間を結ぶ路線である。東京と県内沿線を結ぶ都市間輸送を主体とし、東武動物公園駅から東武伊勢崎線経由で浅草駅を結ぶ特急列車が主体のダイヤ構成となっている。往年のデラックスロマンスカー（DRC）や、スペーシア、スペーシアXなどの東武鉄道を代表する特急用車両が用いられている。
- 東武鬼怒川線は、新藤原駅と下今市駅の間を結ぶ路線である。東武日光線と同様に、下今市駅より東武日光線・東武伊勢崎線経由で浅草駅を結ぶ特急列車が主体のダイヤ構成となっている。
- 東武鉄道内で駅数14は最多（次点は群馬県太田市の9駅）。
- 新藤原駅より野岩鉄道会津鬼怒川線経由、会津鉄道会津線直通で会津田島駅へ乗り入れている[注釈 8]。
- 2006年3月18日より、東武日光線および東武鬼怒川線は栗橋駅[注釈 9]にてJR東日本と接続し、特急列車が新宿駅へ乗り入れている。

なお、東武鉄道・JR東日本の浅草・新宿 - 東武日光間における優等列車については、「日光」、「けごん」の項目を参照。
- わたらせ渓谷鐵道わたらせ渓谷線は、間藤駅と桐生駅の間を結ぶ路線である。旧国鉄特定地方交通線の東日本旅客鉄道（JR東日本）足尾線を引き継いだ路線である。なお、建設時の目的や歴史的経緯、細尾峠を挟んで地域性が異なる事もあり、他の市内の鉄道線とは接続していない（後述の日光市営バスが間藤駅を含む足尾地域と日光駅の間を繋いでいる）。

#### 主な路線
※ 旧日光市の駅、路線はこの書体で表示。
- 中心駅：JR今市駅[注釈 10]、東武下今市駅

東日本旅客鉄道（JR東日本）
■日光線

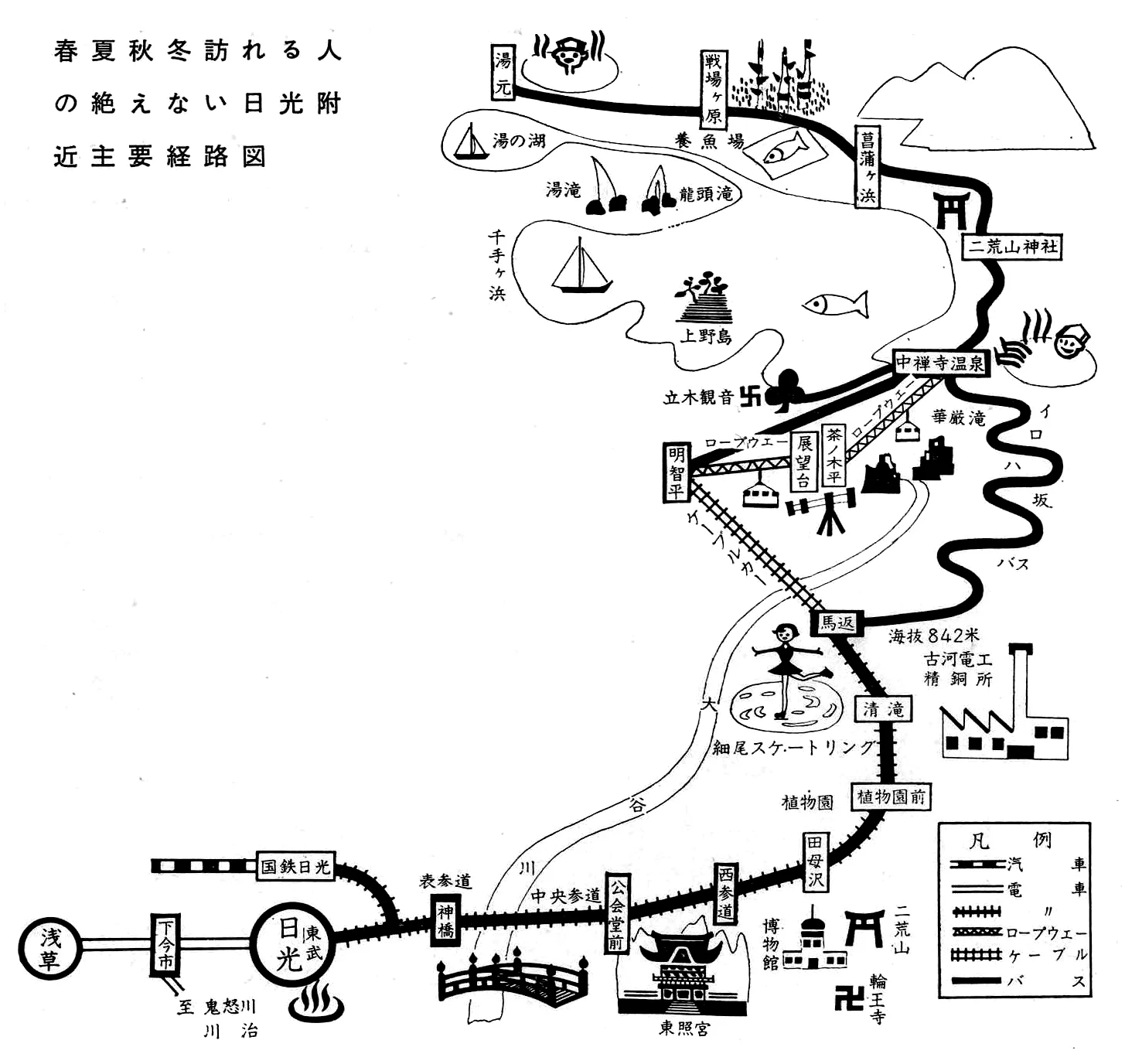
1964年の日光付近経路図。かつて路面電車・ケーブルカーが存在した。

 •  - 文挟駅 - 下野大沢駅 - 今市駅 - 日光駅
東武鉄道
 東武日光線
 •  - 下小代駅 - 明神駅 - 下今市駅 - 上今市駅 - 東武日光駅
 鬼怒川線
下今市駅 - 大谷向駅 - 大桑駅 - 新高徳駅 - 小佐越駅 - 東武ワールドスクウェア駅 - 鬼怒川温泉駅 - 鬼怒川公園駅 - 新藤原駅（全線市内）
野岩鉄道
会津鬼怒川線
 • 新藤原駅 - 龍王峡駅 - 川治温泉駅 - 川治湯元駅 - 湯西川温泉駅 - 中三依温泉駅 - 上三依塩原温泉口駅 - 男鹿高原駅 -
わたらせ渓谷鐵道
わたらせ渓谷線
 •  - 原向駅 - 通洞駅 - 足尾駅 - 間藤駅
廃止された路線
東武矢板線：1959年廃止
東武日光軌道線：1968年廃止
東武日光鋼索鉄道線：1970年廃止
JR（国鉄）足尾線（貨物・間藤駅 - 足尾本山駅）：1989年廃止

### バス路線
- 関東自動車
  - （JR宇都宮駅 - 徳次郎 - 大沢 - 今市 - JR日光駅 - 日光東照宮）
  - （JR宇都宮駅 - 徳次郎 - 大沢 - 今市車庫）
  - （JR宇都宮駅 - 石那田 - 塩野室 - 佐貫 - 船生）
  - （下小林 - 塩野室 - 大室 - 東武下今市駅入口 - 今市車庫）
  - 空港バス「マロニエ号」 JR日光駅 - （鹿沼・宇都宮） - 成田空港（千葉交通と共同運行）で2016年（平成28年）4月22日に一部の便がJR日光駅前まで延伸[28]。
- 東武バス日光
  - （日光駅 - 西参道 - 中禅寺温泉 - 竜頭の滝 - 湯元温泉）
  - （日光駅 - 霧降の滝 - 霧降高原）他
- 日光交通
  - （日光駅 - 所野 - 下今市駅）他
  - （鬼怒川公園駅 - 鬼怒川温泉駅 - 新高徳駅 - 下今市駅）
  - （鬼怒川温泉駅 - 東武ワールドスクエア園内 - 日光江戸村）
  - （低公害バス 赤沼 - 戦場ヶ原 - 小田代ヶ原）（4月下旬 - 11月末間の季節運行バス）
- しおや交通
  - （新高徳駅 - 船生（ふにゅう） - 玉生（たまにゅう） - 矢板駅）
- 関越交通
  - （群馬県片品村鎌田 - 金精道路 - 湯元温泉 - 中禅寺温泉） - 2016年5月1日に24年ぶりに復活[29]。
- 日光市営バス
  - （日光駅 - 清滝 - 足尾銅山・双愛病院）
    - 合併前までは足尾町営バスとして運行されていた路線。国土交通省により、自治体が運営する路線バスは他の自治体に跨がないように指導されていたが、住民の利便性を考慮し特例として日光駅まで運行されていた。合併によってこの制限から解放され、1日2往復設定されていた日光市内の清滝折り返し便が日光駅まで直通できるようになり、日光駅発着便が4往復に増便されることとなった。ただし、路線が競合する東武バスとの協議により、旧日光市内での乗降制限は継続されている。

  - （市役所 - 小百）（市役所 - 下猪倉）（市役所 - 大渡）（市役所 - 温泉保養センター）
    - 合併前までは今市市営バスとして運行されていた路線。元々は関東自動車の一般路線が運行されていた区間・系統である。

  - （今市車庫 - 行川 - 小来川森崎）
    - 合併前までは、旧日光市廃止代替バスとして運行されていた路線で、関東自動車が運行を委託されている。廃止代替バスであるが、協定により3社共通バスカードが使用可能。
    - 元々は関東自動車の一般路線として、今市 - 小来川 - 板荷 - 鹿沼間を運行していた系統である。
    - 2015年10月頃よりデマンドバスへ移行した[30]。

  - （鬼怒川温泉駅 - 川治温泉駅 - 青柳 - 女夫渕）
    - 合併前までは、栗山村営バスとして運行されていた路線。元々は東武鉄道バスが運行していた。温泉ブームの影響等の要因が追い風となり、バス車両のサイズは大型車であった。その後しおや交通に運行委託。

  - （鬼怒川温泉駅 - 女夫渕）（土日のみ運行）
- 那須塩原市営バス
- 東北急行バス
  - 高速バス 東京駅 - 下今市駅・東武日光駅・東武ワールドスクウェア・鬼怒川温泉駅

### 道路
道路元標：旧日光市の道路元標は神橋交差点（国道119号・国道120号・国道122号の交点）で、道路標識にて「世界遺産日光の社寺」は神橋交差点を指す。旧今市市（旧今市町）の道路元標は通称「相の道」入り口（国道119号・旧国道121号の交点・日野爲商店前の歩道上）で、道路標識にて市外からの「日光」、市内からの「日光市街（今市）」は相の道入口を指す。

#### 高速道路・有料道路
- E81 日光宇都宮道路（日光道）
  - 大沢IC/TB - 土沢IC - 今市IC - 日光口PA - 日光IC/TB - 清滝IC

#### 一般国道
- 国道119号
- 国道120号
- 国道121号
- 国道122号
  - 細尾峠
- 国道352号（国道121号と重複）
- 国道400号
- 国道461号

#### 県道
- 栃木県道14号鹿沼日光線
- 栃木県道15号鹿沼足尾線
- 栃木県道62号今市氏家線
- 栃木県道149号小来川文挟石那田線
- 栃木県道150号山久保平ケ崎線
- 栃木県道169号栗山日光線
- 栃木県道194号寂光滝線
- 栃木県道195号裏見滝線
- 栃木県道250号中宮祠足尾線
- 栃木県道277号小来川清滝線
- 栃木県道247号日光今市線

### 林道
- 奥鬼怒スーパー林道

## 観光
「日光を見ずして結構と言うなかれ」という格言の通り、自然の景勝と歴史的建造物など、古来より変わらぬ歴史的観光資産が散在する。

### 世界遺産
（日光山内）

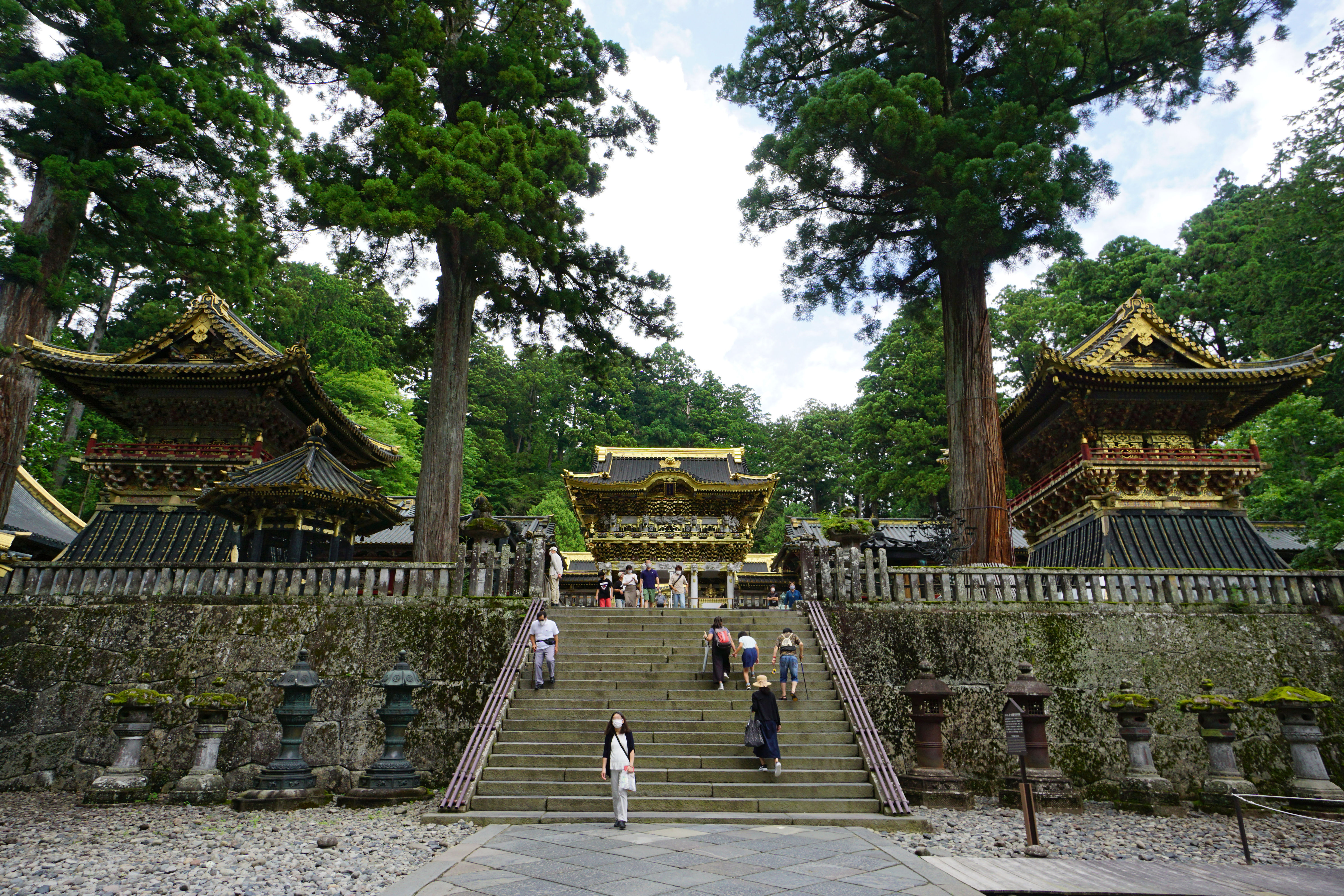
日光東照宮

以下の二社一寺が日光の社寺として、ユネスコの世界遺産（文化遺産）に登録されている。
- 神社・霊廟
  - 日光東照宮
  - 日光二荒山神社
- 寺院
  - 日光山輪王寺

### 日光市街地
- 裏見滝
- 寂光滝
- 日光田母沢御用邸記念公園
- 小杉放菴記念日光美術館

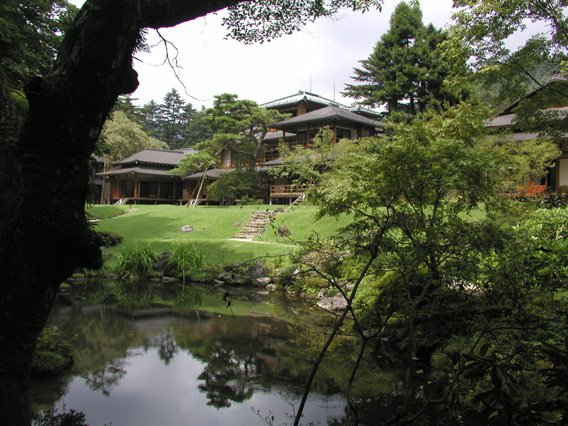
日光田母沢御用邸記念公園

- 東京大学大学院理学系研究科附属 日光植物園
- 憾満ヶ淵（化け地蔵）
- 日光の社寺
- 日光金谷ホテル - 2016年（平成28年）9月30日に東武鉄道の子会社化[31]。

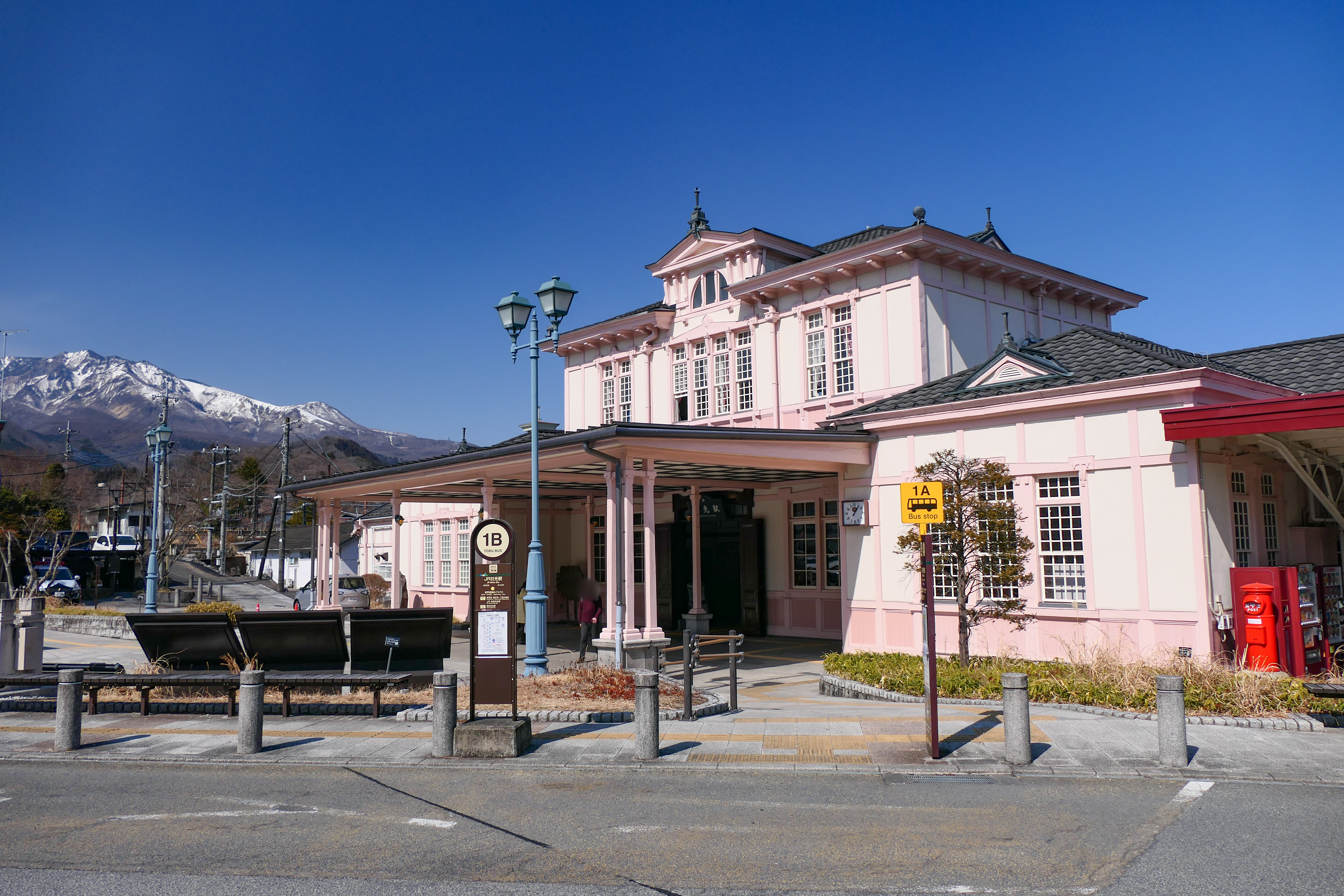
日光駅

#### 近代・現代建築
- 東照宮社務所（丹下健三）設計
- 旧日光ユースホステル（芦原義信）設計
- JR日光駅（明石虎雄）設計
- 大江戸温泉物語 大江戸温泉物語 日光霧降（ヴェンチューリ・スコット・ブラウン&アソシエイツ）設計
- 鬼怒川金谷ホテル（丹下健三）インテリア設計
- 日光真光教会礼拝堂（ジェームズ・ガーディナー）設計

### 今市地区
- 日光杉並木
- 日光石亭（テリー＆イーガン設計事務所）設計

### 奥日光・中禅寺湖付近
- 中禅寺湖
- 男体山
- 華厳の滝（日本の滝百選）
- 明智平
- 英国大使館別荘記念公園

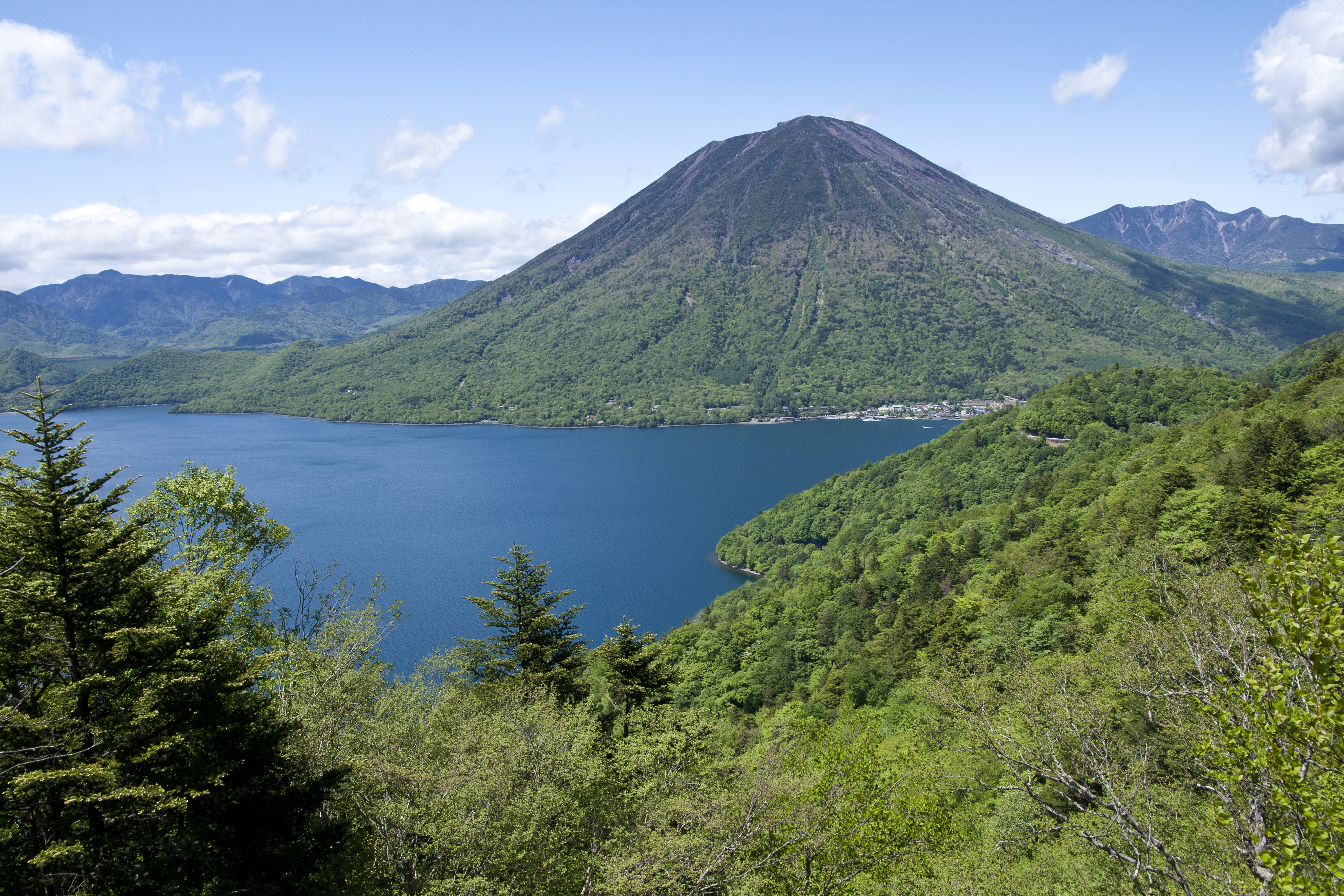
中禅寺湖

- イタリア大使館別荘記念公園（アントニン・レーモンド）設計
- 中宮祠交番（隈研吾）設計
- 中禅寺（立木観音）
- 二荒山神社中宮祠、二荒山神社奥宮
- いろは坂
- 日光半月山
- 日光菖蒲ヶ浜スキー場（2006年廃止）
- 旧日光プリンスホテル（第20回BCS賞受賞、佐藤秀三設計）
- ザ・リッツ・カールトン日光 - 2020年夏に開業、2016年（平成28年）1月まで日光レークサイドホテル[32]。
- 日本両棲類研究所

### 奥日光・戦場ヶ原地区

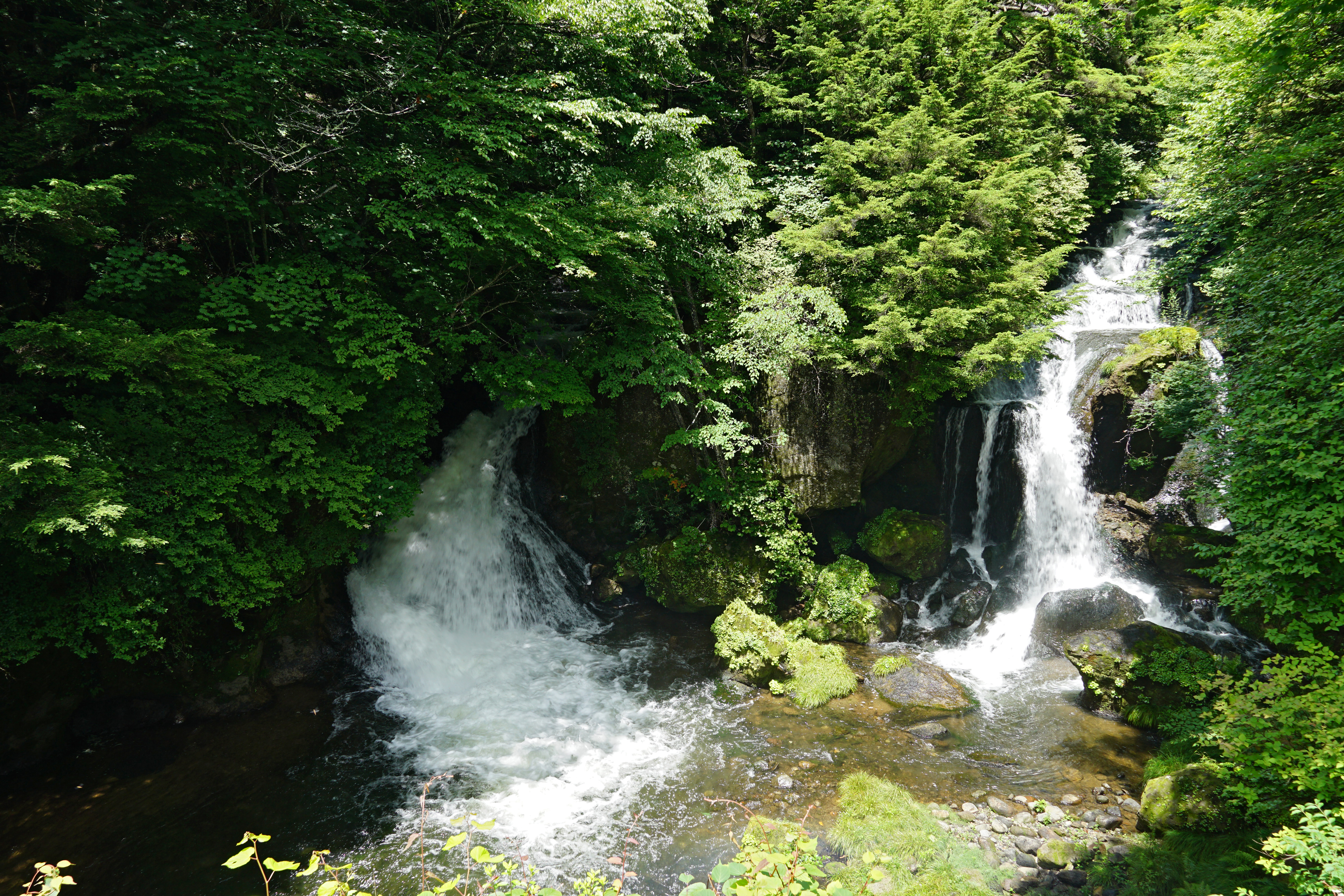
竜頭の滝

- 戦場ヶ原
- 竜頭の滝
- 小田代が原
- 光徳牧場

### 奥日光・湯ノ湖地区

湯ノ湖

- 日光湯元温泉（国民保養温泉地）
- 日光白根山
- 日光湯元温泉スキー場
- 湯ノ湖
- 湯滝

### 霧降地区
- 霧降高原
- 霧降の滝（日本の滝百選）
- キスゲ平（日光キスゲ群落）
- 霧降高原スキー場（2004年廃止）

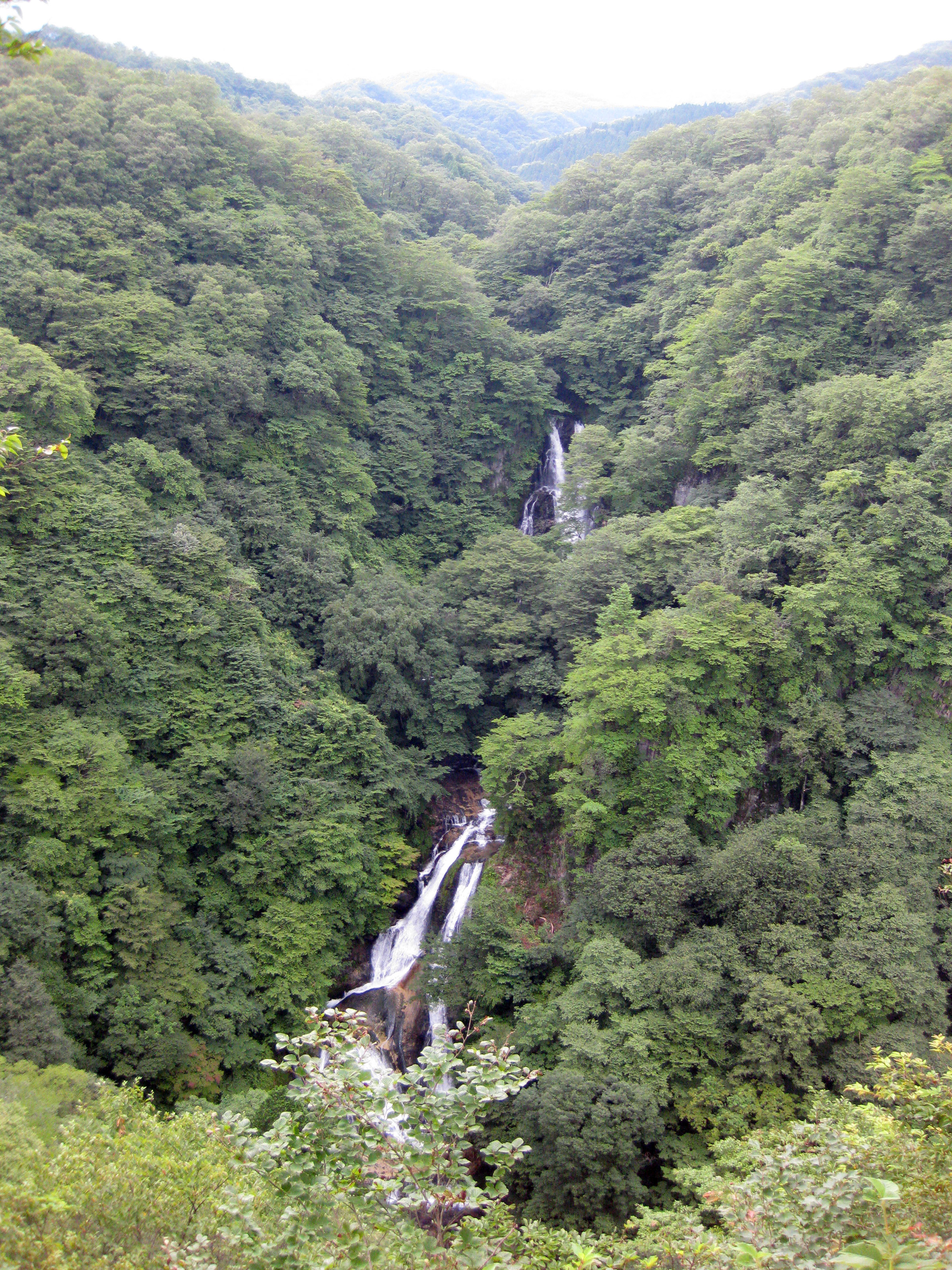
霧降の滝

- 霧降隠れ三滝（丁字ヶ滝、玉簾の滝、マックラ滝）
- 日光霧降高原チロリン村
- 日光霧降スケートセンター・日光霧降アイスアリーナ
- 大笹牧場

### 今市地区
- 日光杉並木
- 杉並木公園
- 今市宿市縁ひろば
- 追分地蔵尊
- 歴史民俗資料館
- 報徳二宮神社
- 二宮尊徳記念館 - 報徳今市振興会館跡地に2017年（平成29年）4月1日に開館[33]

### 鬼怒川温泉・川治温泉

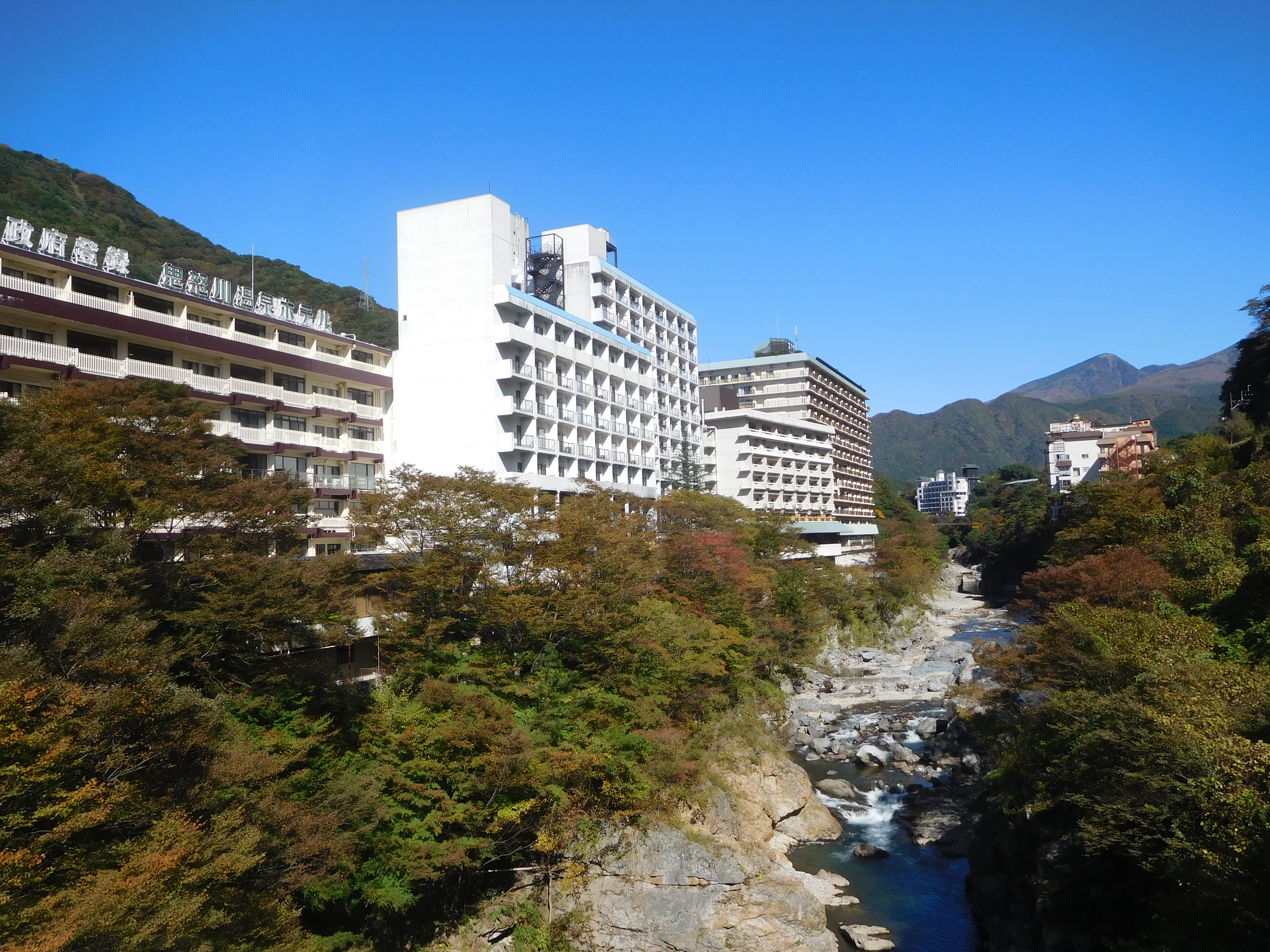
鬼怒川温泉

- 鬼怒川温泉
- 川治温泉
- 篭岩温泉
- 鬼怒川
- 鬼怒川温泉ロープウェイ
- 鬼怒川カントリークラブ
- 鬼怒川レジャー公園
- 鬼怒川公園
- 龍王峡
- 楯岩
- 鬼怒楯岩大吊橋
- 鬼怒川ライン下り
- 東武ワールドスクウェア
- 日光江戸村
- 日光花いちもんめ
- とりっくあーとぴあ日光
- 巨大迷路パラディアム
- グランディソーラ
- 3D宇宙恐竜館
- 日光竹久夢二美術館
- 太郎次郎一門の日光さる軍団
- 鬼怒川温泉オートキャンプ場
- エーデルワイス スキーリゾート
- きぬがわ高原カントリークラブ

### 三依地区
- 五十里湖
- 中三依温泉
- 三依そば街道（国道121号。そば屋が多い）

### 栗山地区

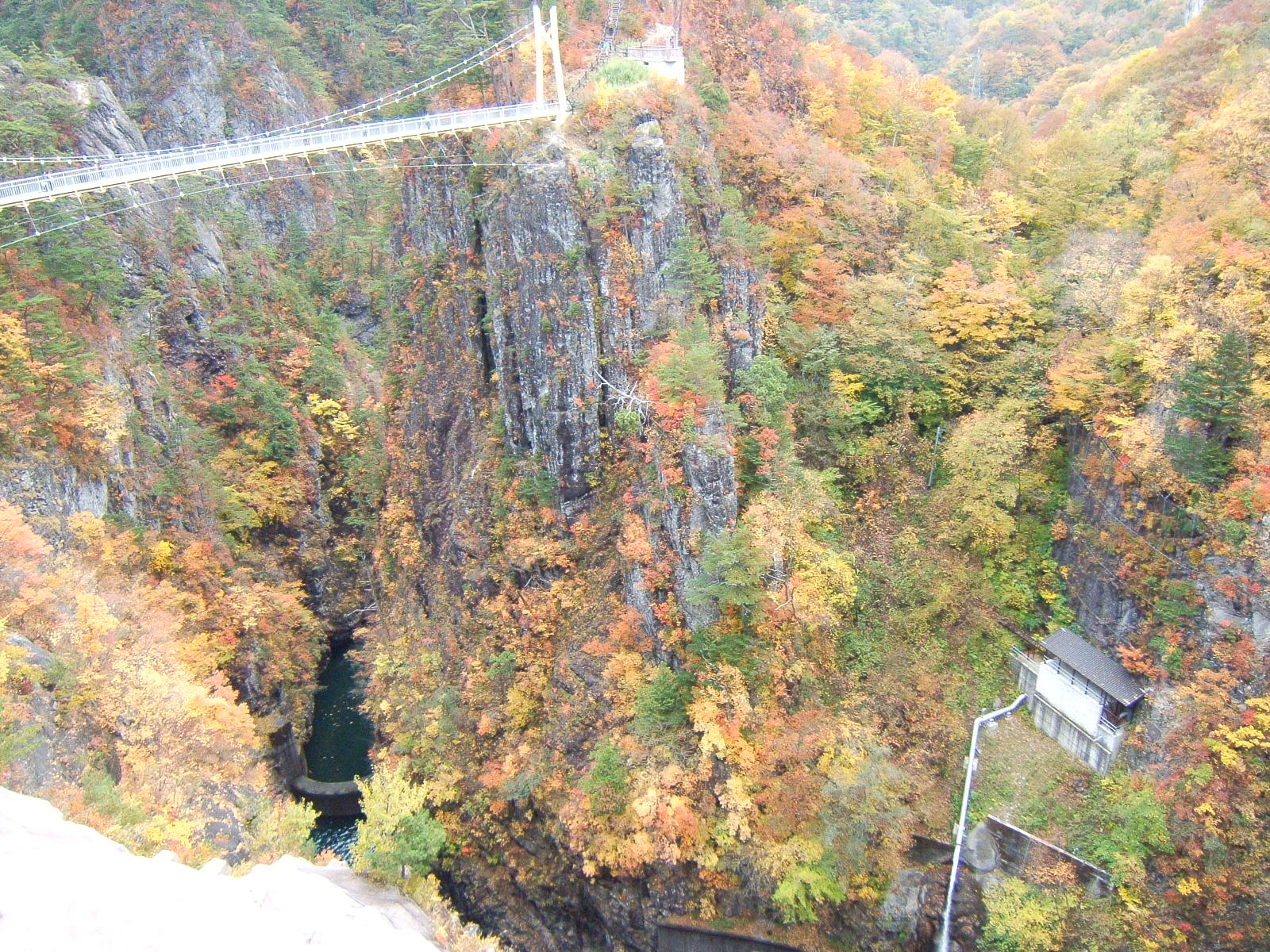
瀬戸合峡

- 湯西川温泉
- 平家の里
- 湯西川水の郷
- 女夫渕温泉
- 奥鬼怒温泉郷
- 川俣温泉
- 栗山東照宮
- 瀬戸合峡

### 足尾地区

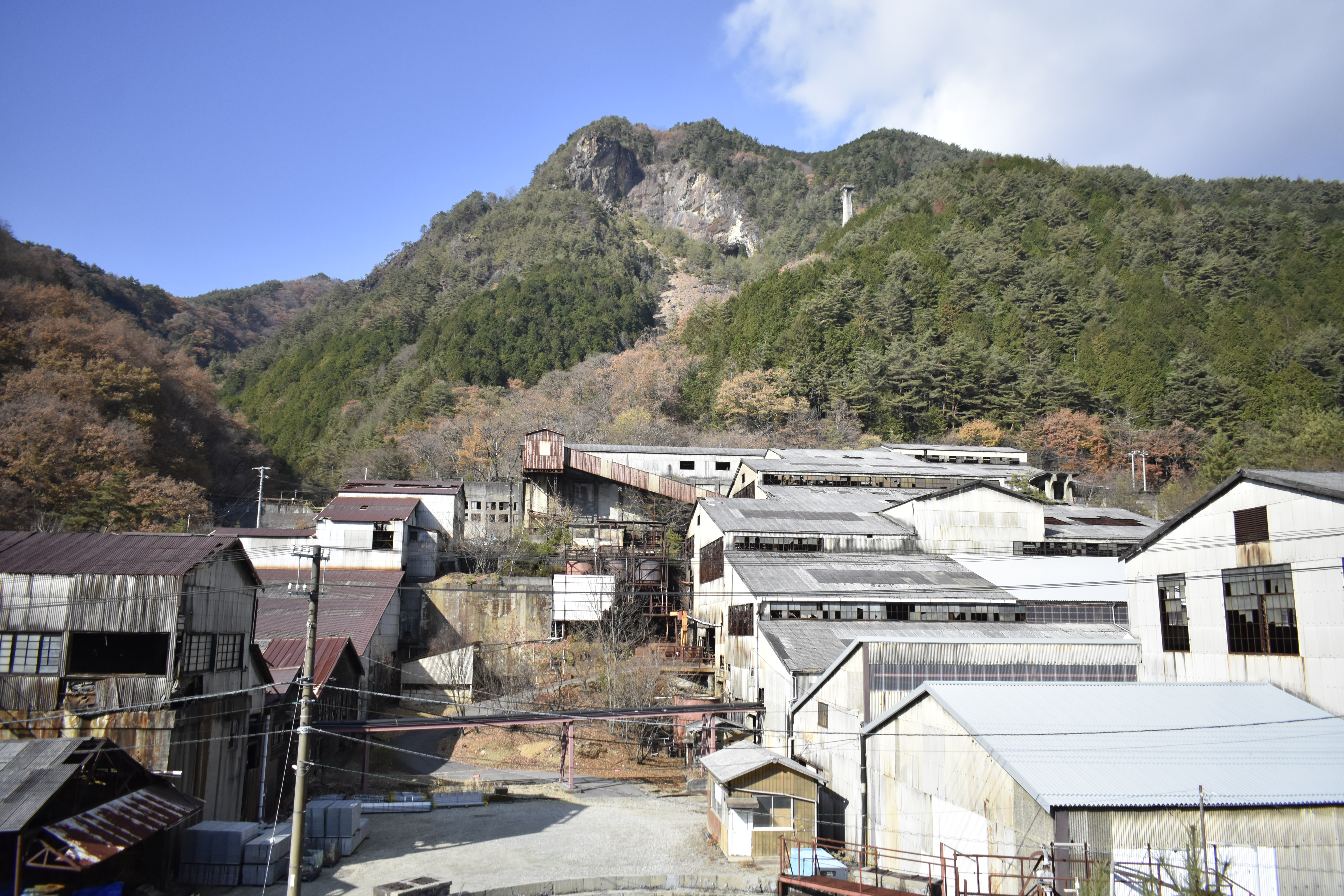
足尾銅山

- 足尾銅山観光 - 廃坑の一部を利用して1980年（昭和55年）に開館[27]
- 足尾温泉

### 特産品
- ゆば
- 天然氷
- 線香
- たまり漬け
- 木工製品
- こんにゃく
- しそ巻き唐辛子
- そば

## 著名な出身者
特記のない人物は元々からの日光市出身。
- 荒牧聖未（女子競輪選手、アイスホッケー女子日本代表選手）
- 一葵さやか（漫画家）
- 伊藤克信（タレント）
- 伊藤元久（日本穀物検定協会理事長、旧今市市）
- 井深大（実業家。ソニー創業者）
- 入江大生（プロ野球選手。旧今市市）
- 大島里美（脚本家）
- 金子翔太（サッカー選手・清水エスパルス、旧今市市）
- 神山清志（作詞家、別名義に「岡きよし」。代表作に栃木県「県民の歌」。旧足尾町）
- 蔵持不三也（早稲田大学教授、旧今市市）
- 小杉放菴（画家）
- 小林靖菜（元女子競艇選手）
- 齋藤信治（バレーボール選手、旧今市市）
- 櫻本あゆみ（女子競艇選手）
- 佐藤祥万（プロ野球選手）
- 神ちはる（タレント、グラビアアイドル）
- 関谷昇（千葉大学教授、旧今市市）
- 塚越広大（レーシングドライバー（スーパーフォーミュラ、スーパーGT）、旧今市市）
- 羽石国臣（競輪選手、2002年ソルトレークシティオリンピック・スピードスケート代表選手）
- 福田富一（政治家・栃木県知事、旧今市市）
- 福地翼（漫画家）
- 星善博（詩人、旧今市市。2005年、日本詩人クラブ新人賞受賞）
- 八木沢荘六（プロ野球選手。旧今市市）
- 山越享太郎（政治家・日光市議会議員、元サッカー選手）
- 吉澤佑哉（警察官、元サッカー選手、旧今市市）
- 涼風花（書道家）
- 渡辺裕介（エフエム栃木アナウンサー、旧今市市）

## 著名人来訪歴
- アルベルト・アインシュタイン（物理学者）
- ブルーノ・タウト（建築家）
- チャールズ・リンドバーグ（世界で初めてセントルイスからニューヨークを経てパリへ大西洋無着陸飛行を敢行した飛行家）
- フランク・ロイド・ライト（建築家）
- ヘレン・ケラー（教育家、社会福祉活動家）

## 日光を舞台とする作品

### 唱歌
1900年（明治33年）に大和田建樹が作詞した『鉄道唱歌』第四集奥州・磐城編は、上野駅から東北本線を経て弘前駅まで行き、常磐線経由で上野に帰るような構成となっているが、その往路にて、宇都宮駅から日光線に入り、日光にわざわざ立ち寄っている。これは、大和田の歴史好きと、日光がこの地域において外せない名所であった事が関係していると見られている。
1. いざ乗り替えん日光の　線路これより分かれたり　二十五マイル走りなば　一時半にて着くという
2. 日光見ずは結構と　いうなといいし諺（）も　おもいしらるる宮の様　花か紅葉か金襴か
3. 東照宮の壮麗も　三大廟の高大も　みるまに一日（）日ぐらしの　陽明門は是（）かとよ
4. 滝は華厳の音たかく　百雷谷に吼え叫ぶ　裏見霧降とりどりに　雲よりおつる物すごさ

### 映画
日光市は、2007年度にフィルムコミッションを設立し、ロケ地の発掘や誘致に力を入れたいとしている。
- 宇宙人東京に現わる - 人間に化けた宇宙人が日光に現れる。
- エレキの若大将 - 演奏は中禅寺湖畔の日光レークサイドホテルで、「君といつまでも」を歌うシーンは戦場ヶ原で撮影された。
- 烈愛傷痕 - 日光中禅寺湖畔でロケが行われた台湾のドラマ。原作は、一条ゆかりの「恋のめまい愛の傷」
- 名探偵コナン 異次元の狙撃手 - 容疑者の外国人男性の滞在先として登場。
- 日光物語 - 日光の実在の古民家カフェを舞台とした映画[34]。
- 夜風に吹かれて もうひとつの日光物語 - 「日光物語」のスピンオフ作品[35]。

### ドラマ
- プライド - フジテレビ系、木村拓哉主演、栃木県立日光霧降アイスアリーナでロケが行われた。
- 鉄オタ道子、2万キロ - テレビ東京、玉城ティナ主演、第2話「栃木県・男鹿高原駅/日本屈指の秘境駅へ」

### ドキュメンタリー
- 新日本風土記「日光うら道 隠れ里」（2021年3月19日、NHK-BS）[36]

### アニメ
- プラオレ!〜PRIDE OF ORANGE〜[37]